# Нефинитная форма глагола
Нефини́тная (нели́чная, именна́я, непредикати́вная) фо́рма глаго́ла, или вербоид — форма глагола, в которой обозначаемый глаголом процесс (действие или состояние) отчасти представляется как признак или предмет. В отличие от финитных (личных) форм, вербоиды не изменяются по лицам и числам (в некоторых языках, например в русском, причастие изменяется по числам). К числу безличных форм глагола относят инфинитив, супин, причастие, деепричастие, герундий, конверб. 
Грамматический смысл обособления нефинитных форм глагола состоит в том, что они неспособны выступать в качестве простого глагольного сказуемого, что считается основной синтаксической функцией глагола как части речи. Этим обусловлен смешанный характер морфологических и синтаксических характеристик безличных форм глагола, а также тот факт, что наличие и набор безличных форм глагола варьирует от языка к языку.